# Obligation d'information
La notion d'obligation d'information peut varier en fonction des systèmes juridiques. 

## Droit français
En droit français, l'obligation générale d'information est une obligation juridique (Cass. Civ 3ème., 21 juill. 1993) selon laquelle tout professionnel vendeur de biens ou prestataire de services doit, avant la conclusion d'un contrat, mettre le consommateur en mesure de connaître les caractéristiques essentielles du bien ou du service. Elle apparaît dans un grand nombre de professions.
Cette obligation générale d'information apparaît au tout début du code de la consommation, dans le livre Ier (information des consommateurs et formation des contrats), titre Ier (information des consommateurs), chapitre Ier (obligation générale d'information). Le non-respect d'une obligation d'information pré-contractuelle sera alors sanctionné sur le terrain de la responsabilité civile extra-contractuelle, mais seulement si le contrat s'est réalisé.
Depuis la réforme du droit des obligations issue de l'ordonnance du 10 février 2016, cette obligation d'information a été étendue au droit commun des contrats. L'article 1112-1 alinéa premier du Code civil français dispose en effet depuis lors que "Celle des parties qui connaît une information dont l’importance est déterminante pour le consentement de l’autre doit l’en informer dès lors que, légitimement, cette dernière ignore cette information ou fait confiance à son cocontractant".

## Droit québécois
En droit québécois, l'obligation d'information (ou obligation de renseignement) est une règle du droit des obligations qui a été déduite par la jurisprudence en vertu des sources de la force obligatoire du contrat à l'article 1434 du Code civil du Québec : 

« 1434. Le contrat valablement formé oblige ceux qui l’ont conclu non seulement pour ce qu’ils y ont exprimé, mais aussi pour tout ce qui en découle d’après sa nature et suivant les usages, l’équité ou la loi. »

L'arrêt de principe en matière d'obligation de renseignement est la décision Banque de Montréal c. Bail Ltée de 1992.

## Droit de l'Union européenne
En droit communautaire existe la notion de responsabilité du fait des produits défectueux (directive 85/374/CE de juillet 1985, modifiée par la directive 1999/34/CE, elle-même modifiée par la directive 2003/C 26/02).
La notion d'obligation n'y apparaît pas aussi clairement qu'en droit français.
Les législations des États membres n'ont pas été harmonisées sur ce point.
En matière de crédits, le droit de l'Union a introduit une réforme instaurant un régime généralisé de protection des particuliers, en 2008 puis en 2016.